# Giętkoząb czarnobrzuchy
Giętkoząb czarnobrzuchy, opaczek (Synodontis nigriventris) – gatunek słodkowodnej ryby pierzastowąsowatej. Hodowana w akwariach.

## Występowanie
Dorzecze Konga.

## Opis
Pierzastowąs popularnie zwany opaczkiem jest rybą towarzyską. Pływa niemal wyłącznie w pozycji do góry brzuchem. Wymaga pokrywy roślin pływających. Szuka schronienia pod korzeniami lub gęstą roślinnością. Zalecana temperatura wody 22–27 °C.

## Długość
Maksymalnie około 10 cm, w akwariach około 6 cm.

## Pokarm
Żywy, mrożony, płatki, tabletki.